# Caroga
Caroga est une municipalité du comté de Fulton dans l'État de New York, aux États-Unis.
Lors du recensement de 2010, sa population est de 1 205 habitants. La municipalité s'étend sur 54,28 milles carrés (140,58 km2), dont 3,65 milles carrés (9,45 km2) d'étendues d'eau.